# 1677 w sztukach plastycznych

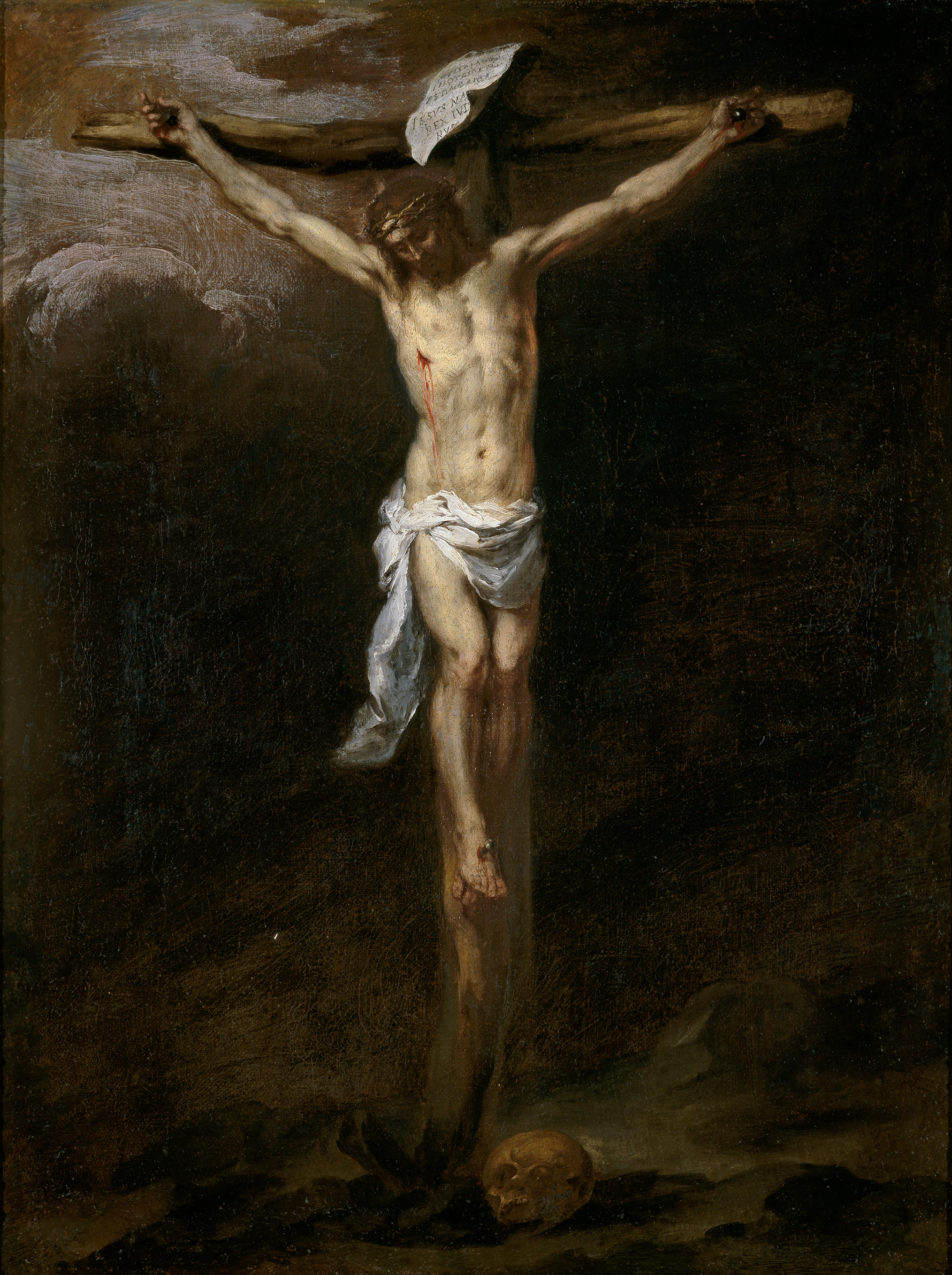
Murillo Chrystus ukrzyżowany

Wydarzenia w sztukach plastycznych i wizualnych w 1677 roku.

## Malarstwo
- Bartolomé Esteban Murillo

Chrystus ukrzyżowany (ok. 1677) – olej na płótnie, 71×54 cm